# Otomí del Valle del Mezquital
El otomí del valle del Mezquital es el nombre dado a una variedad de otomí hablado por los otomíes del Valle del Mezquital en el estado de Hidalgo y algunos inmigrantes en el estado de México, Ciudad de México, Nuevo León y los Estados Unidos. En un documento publicado en 2016 se reportan 87 488 hablantes, ubicados en 36 municipios en el Estado de Hidalgo.
Se trata de un dialecto del idioma otomí, una lengua del tronco Oto-pame. Es la variante del centro-norte en el territorio mexicano y está emparentado con el otomí queretano y otomí de Temoaya. Es una de las nueve variantes lingüísticas otomiés que pertenece a la familia lingüística Oto-mangue. También es denominado por sus propios hablantes hñähñú, ñänhú, ñandú, ñóhnño o ñanhmu. Desde el siglo XVI existen vocabularios, gramáticas, sermones y catecismos en otomí.
Esta variante se habla en los municipios del estado de Hidalgo: Actopan, Ajacuba, Alfajayucan, Almoloya, Atotonilco el Grande, Cardonal, Chapulhuacán, Chilcuautla, Cuautepec de Hinojosa, Eloxochitlán, Francisco I. Madero, Huasca de Ocampo, Ixmiquilpan, Jacala de Ledezma, Metepec, Metztitlán, Mixquiahuala de Juárez, Nicolás Flores, Pacula, Progreso de Obregón, San Agustín Tlaxiaca, San Bartolo Tutotepec, San Salvador, Santiago de Anaya, Tasquillo, Tepeapulco, Tepehuacán de Guerrero, Tepeji del Río de Ocampo, Tepetitlán, Tezontepec de Aldama, Tlahuiltepa, Tula de Allende, Zempoala y Zimapan. Debido a los procesos migratorios, la población otomí se ha extendido a otras regiones fuera de México. Hoy es posible ubicar comunidades otomíes en: Las Vegas, Atlanta, Georgia, Panama City, Sarasota, Clearwater, Tampa, Immokalee, Fort, Myers y Nápoles en Estados Unidos de América, quienes practican sus costumbres y tradiciones desde la cosmogonía Ñähñu.
Distintas investigaciones sugieren que la lengua otomí, a pesar de encontrarse entre los primeros cinco lugares con mayor número de hablantes, presenta distintos grados de amenaza de desaparición debido a una serie de factores que intervienen en su detrimento, entre los cuales se han destacado, entre otras, las políticas lingüísticas y educativas mexicanas, los procesos migratorios, el contacto lingüístico, la reducción de espacios de uso y las actitudes negativas de los hablantes hacia la lengua indígena.